# Fallicambarus gordoni
Fallicambarus gordoni là một loài tôm càng sông trong họ Cambaridae. Chúng thường được tìm thấy ở Mississippi.